# Adapsilia coomani
Adapsilia coomani är en tvåvingeart som beskrevs av Chen 1947. Adapsilia coomani ingår i släktet Adapsilia och familjen Pyrgotidae.
Artens utbredningsområde är Vietnam. Inga underarter finns listade i Catalogue of Life.